# Back Street
Back Street est un és una pel·lícula estatunidenca dirigida per John M. Stahl el 1932.

## Argument
1900. Ray Schmidt, una jove, es compromet amb Walter Saxel. Vol casar-se amb ell, però un contratemps li fa creure que ella refusa. Cinc anys més tard, el troba per casualitat: és ric, casat i pare de família. S'estimen per sempre. Ella es converteix en la seva amant, però la confina en una relativa pobresa. Després de la mort de Walter, Ray, dona desclassada, viurà una baixada als inferns...

## Repartiment
- Irene Dunne: Ray Schmidt
- John Boles: Walter Saxel
- June Clyde: Freda Schmidt
- George Meeker: Kurt Shendler
- Doris Lloyd: Sra. Saxel
- William Bakewell: Richard Saxel
- Arletta Duncan: Beth Saxel
- ZaSu Pitts: Sra. Dole
- Paul Weigel: Mr Schmidt
- Jane Darwell: Sra. Schmidt
- Gene Morgan: Un periodista